# 吉田克也
吉田 克也（よしだ かつや、1985年11月9日 - ）は、2018年現在トップチャレンジリーグの九州電力キューデンヴォルテクスに所属するラグビー選手。

## プロフィール
- 長崎県出身[1]。
- ポジションはセンター(CTB)、ウィング(WTB)、フルバック(FB)。
- 身長 184cm、体重 99kg
- ニックネームはかっちゃん。

## 略歴
2004年、長崎北高校卒業後、専修大学に入学する。
2007年、専修大学ラグビー部の主将に就任した。
2008年、専修大学卒業後、九州電力キューデンヴォルテクスに加入。
2009年9月19日に行われたジャパンラグビートップリーグ第3節のサントリーサンゴリアス戦に先発出場で公式戦初出場を果たした。